# 桑山直晴
桑山 直晴 (くわやま なおはる)は、江戸時代前期から中期にかけての旗本。

## 経歴
桑山栄晴の子として生まれる。寛文12年（1672年）5月26日に小姓組番士となり、延宝5年（1677年）10月29日より進物番を務める。延宝7年（1679年）7月9日、父の遺跡を継ぐ。天和元年（1681年）、本多忠平が宇都宮藩に移封された際、佐久間信就と共に現地に赴いて城の引き渡し役を務めた。元禄元年（1688年）、松平信輝預かりとなっていた酒井萬千代（酒井忠能の養子）が死亡した後の5月29日、川越藩に赴いて検使を務めた。元禄2年（1689年）2月27日に桐間番に転じ、3月14日に小姓となるが、10月21日に役目を解かれて小普請となり、元禄3年（1690年）2月26日に再び小姓組に入った。元禄10年（1697年）7月26日、常陸国筑波郡・茨城郡・下野国那須郡・芳賀郡の4郡で1000石の所領を賜る。同年9月18日より火事場目付となり、元禄13年（1700年）1月23日の同職廃止まで務めた。正徳4年（1714年）8月10日、65歳で死去。

## 系譜
- 父：桑山栄晴
- 母：河野松安の娘
- 長男：桑山孝晴
- 次男：桑山元武 - 桑山元稠の養子
- 三男：桑山元如 - 元武の養子
- 長女：横田奉松室